# Hulda Guzmán
Hulda Guzmán (n. 1984, Santo Domingo, República Dominicana ) es una pintora figurativa cuyo trabajo representa escenarios tropicales y motivos naturalistas.
Sus pinturas a menudo incluyen elementos de realismo mágico y entornos de ensueño. Vive y trabaja en la República Dominicana. Recibió una licenciatura de la Escuela de Diseño Altos de Chavón en la República Dominicana y una licenciatura en Pintura Mural y Fotografía de la Escuela Nacional de Artes Visuales de México.

## Trabajo
Guzmán trabaja en gouache acrílico, su trabajo a menudo se compara con el surrealismo y el puntillismo. Ella atribuye sus trabajos a Rousseau y Van Gogh como inspiraciones, así como al ukiyo japonés.
 

Su estudio de arte está rodeado de naturaleza y este está ubicado en Lanza del Norte, Samaná. Fue diseñado por su padre, el arquitecto Eddy Guzmán.
"Antes me interesaban mucho más los retratos y el dibujo en particular, especialmente los dibujos de la figura humana, los contornos de los rostros y la anatomía en general. Ahora me interesan más los paisajes y la naturaleza, pero también cómo la narrativa y la narración entran en mi trabajo, diría que durante la pandemia realmente me sumergí en retratar todo tipo de paisajes. Descubrí que contemplar la naturaleza y pintar plantas y árboles me ayudó a volver a centrar mi atención en el momento presente. La naturaleza distrajo mi mente del miedo y la ansiedad.” 

## Colecciones
Su trabajo está incluido en las colecciones de diferentes museos, estos incluyen el Museo de Arte Pérez de Miami, Museo de Arte de Denver, Museo de Arte Moderno de San Francisco, Instituto de Arte Contemporáneo de Miami, y Museu de Arte de São Paulo.